# On the Wrong Track
Pour plus de détails, voir Fiche technique et Distribution.
On the Wrong Track (毀滅號地車, Hui mie hao di che) est un film d'action hongkongais réalisé par Clarence Fok (en) et sorti en 1983 à Hong Kong. C'est le troisième film de la carrière d'Andy Lau et le premier dans lequel il tient le premier rôle.
Il totalise 2 554 649 HK$ de recettes au box-office.

## Synopsis
L'histoire de deux lycéens rebelles, les frères Paul (Andy Lau) et Dee (Jeem Yim), et de la relation de Paul avec Sze (Prudence Liew (en)), une réfugiée vietnamienne. Le père de Paul et Dee (Yueh Hua) est un gardien de prison très strict avec ses fils. Lorsque celui-ci, qui est divorcé, décide d'épouser une femme plus jeune (Winnie Chin), ses deux fils se rebellent de plus en plus, ce qui les conduit sur le chemin de la destruction.

## Fiche technique
- Titre original : 毀滅號地車
- Titre international : On the Wrong Track
- Réalisation : Clarence Fok (en)
- Scénario : Équipe créative de la Shaw Brothers
- Photographie : Siu Yuen-chi
- Montage : Chiang Hsing-lung et Lau Shiu-kwong
- Musique : Michael Lai
- Production : Mona Fong
- Société de production : Shaw Brothers
- Société de distribution : Shaw Brothers
- Pays d'origine :  Hong Kong
- Langue originale : cantonais
- Format : couleur
- Genre : action
- Durée : 88 minutes
- Dates de sortie :
  -  Hong Kong : 15 avril 1983

## Distribution
- Andy Lau : Paul Chan
- Jeem Yim : Dee
- Yueh Hua : le père de Paul et Deer
- Prudence Liew (en) : Sze
- Winnie Chin : le petite amie de l'officier Chan
- Wai Kei-shun
- Tin Mat : Mme Cheung
- Stephen Shiu (caméo)
- Tai Yuet-ngor
- Lau Kwok-sing : King Kong
- Hui Ying-ying : le propriétaire du magasin
- Chan Po-cheung
- Ricky Wong
- Ngai Tim-choi : un garde
- Rocky Wong : un garde
- Ng Wui (en) : Oncle Cheung
- Cheung Lai-ping : le rendez-vous de Chiu
- Danny Poon : Roger
- Chin Tsi-ang
- Yat Poon-chai : un policier
- Cheung Chi-hung : une réfugiée dans le camp
- Luk Ying-hung : un policier
- Fong Yue
- Wong Kung-miu : un enseignant
- Cheung Chok-chow
- Ngai Tung-kwa